# Saison 2011-2012 de l'Olympique lyonnais (féminines)
Maillots
Dernière mise à jour : 2 juin 2012.
Chronologie
Saison précédente Saison suivante
La saison 2011-2012 de la section féminine de l'Olympique lyonnais est la trente-quatrième saison consécutive du club rhônalpins en première division du championnat de France depuis 1978.
En plus d'accomplir un doublé national, Patrice Lair et ses joueuses ont pour objectif de conserver leur titre européen.
L'Olympique lyonnais va donc évoluer au cours de la saison en Ligue des champions, où le club est exempté de premier tour grâce au bon coefficient UEFA de la France.

## Transferts
| Été 2011          |             |                        |                        |                   |
| Nom               | Nationalité | Transfert              | Provenance/Destination | Division          |
| Arrivées          |             |                        |                        |                   |
| Céline Deville    | France      | Contrat de 2 ans       | Montpellier HSC        | Division 1        |
| Makan Traoré      | France      | Contrat de 1 an        | Le Mans FC             | Division 2        |
| Rosana dos Santos | Brésil      | Contrat de 1 an        | AD Centro Olímpico     | Série A1          |
| Départs           |             |                        |                        |                   |
| Saïda Akherraze   | France      | Fin de contrat         | EA Guingamp            | Division 1        |
| Véronique Pons    | France      | Fin de contrat         | Paris Saint-Germain    | Division 1        |
| Ingvild Stensland | Norvège     | Fin de contrat         | Göteborg FC            | Damallsvenskan    |
| Cindy Berthet     | France      | Fin de contrat fédéral | Reste au club          | Reste au club     |
| Hiver 2011-2012   |             |                        |                        |                   |
| Nom               | Nationalité | Transfert              | Provenance/Destination | Division          |
| Arrivées          |             |                        |                        |                   |
| Ami Ōtaki         | Japon       | Contrat de 18 mois     | Université Waseda      | Université Waseda |

## Stage et matchs d'avant saison
En guise de préparation d'avant saison, l'Olympique lyonnais dispute deux tournois amicaux ainsi qu'un match amical. À noter que le 3 janvier 2012, les lyonnaises affrontent en amical les italiennes du Torino FC au Stade des Alpes de Grenoble et remportent le match facilement 9-0.
| Matches amicaux d'avant saison - été 2011 |              |                  |                    |             |          |
| Nb.                                       | Date         | Lieu             | Compétition        | Adversaire  | Résultat |
| 6.                                        | 27 août 2011 | Grenoble, France | Match amical       | Claix       | 8 - 0    |
| 5.                                        | 20 août 2011 | Claix, France    | Tournoi de Claix   | Claix       | 4 - 0    |
| 4.                                        | 20 août 2011 | Claix, France    | Tournoi de Claix   | FCF Monteux | 3 - 0    |
| 3.                                        | 20 août 2011 | Claix, France    | Tournoi de Claix   | La Véore    | 7 - 0    |
| 2.                                        | 17 août 2011 | Monteux, France  | Tournoi de Monteux | Algérie     | 5 - 0    |
| 1.                                        | 17 août 2011 | Monteux, France  | Tournoi de Monteux | FCF Monteux | 3 - 0    |

## Parcours en Coupe d'Europe
L'Olympique lyonnais remporte sa deuxième Ligue des champions de manière consécutive.
| Ligue des champions 2011 - 2012 |                   |                                             |                           |                     |          |
| Nb.                             | Date              | Lieu                                        | Compétition               | Adversaire          | Résultat |
| 9.                              | 17 mai 2012       | Stade olympique, Munich, Allemagne          | Finale                    | FFC Francfort       | 2 - 0    |
| 8.                              | 22 avril 2012     | Karl-Liebknecht-Stadion, Potsdam, Allemagne | 1/2 finale retour         | FFC Turbine Potsdam | 0 - 0    |
| 7.                              | 15 avril 2012     | Stade de Gerland, Lyon, France              | 1/2 finale aller (dom.)   | FFC Turbine Potsdam | 5 - 1    |
| 6.                              | 21 mars 2012      | Brøndby Stadion, Brøndby, Danemark          | 1/4 finale retour         | Brøndby IF          | 4 - 0    |
| 5.                              | 14 mars 2012      | Stade de Gerland, Lyon, France              | 1/4 finale aller (dom.)   | Brøndby IF          | 4 - 0    |
| 4.                              | 9 novembre 2011   | Stade de Gerland, Lyon, France              | 1/8 finale retour (dom.)  | Sparta Prague       | 6 - 0    |
| 3.                              | 3 novembre 2011   | TJ Lokomotiva Praha, Prague, Rép. Tchèque   | 1/8 finale aller          | Sparta Prague       | 6 - 0    |
| 2.                              | 5 octobre 2011    | Stade de Gerland, Lyon, France              | 1/16 finale retour (dom.) | Cluj-Napoca         | 3 - 0    |
| 1.                              | 28 septembre 2011 | Stade Rădulescu, Cluj-Napoca, Roumanie      | 1/16 finale aller         | Cluj-Napoca         | 9 - 0    |

## Parcours en Coupe de France
L'Olympique lyonnais remporte sa deuxième Coupe de France à l'issue de cet exercice.
| Coupe de France 2011 - 2012 |                 |                                                     |                   |                 |          |
| Nb.                         | Date            | Lieu                                                | Compétition       | Adversaire      | Résultat |
| 6.                          | 13 mai 2012     | Stade Jacques-Rimbault, Bourges, France             | Finale            | Montpellier HSC | 2 - 1    |
| 5.                          | 28 avril 2012   | Stade Degouve-Brabant, Arras, France                | 1/2 finale        | Arras FCF       | 8 - 0    |
| 4.                          | 8 avril 2012    | Plaine des Jeux de Gerland, Lyon, France            | 1/4 finale (dom.) | US Compiègne    | 11 - 10  |
| 3.                          | 11 mars 2012    | Stade Robert-Margarit, Saint-Maurice-l'Exil, France | 1/8 finale        | AS La Sanne     | 7 - 0    |
| 2.                          | 22 février 2012 | Stade des Ollières, L'Étrat, France                 | 1/16 finale       | Saint-Étienne   | 4 - 0    |
| 1.                          | 29 janvier 2012 | Plaine des Jeux de Gerland, Lyon, France            | 2e tour (dom.)    | Yzeure          | 6 - 0    |

## Parcours en Championnat de France
L'Olympique lyonnais remporte son sixième titre national d'affilée.
| Saison 2011 - 2012 |                   |                                                |                    |                |          |
| Nb.                | Date              | Lieu                                           | Compétition        | Adversaire     | Résultat |
| 22.                | 2 juin 2012       | Stade Robert-Bobin, Bondoufle, France          | 21e journée        | Juvisy         | 3 - 0    |
| 21.                | 27 mai 2012       | Plaine des Jeux de Gerland, Lyon, France       | 22e journée (dom.) | Vendenheim     | 10 - 00  |
| 20.                | 20 mai 2012       | Stade de Gerland, Lyon, France                 | 17e journée (dom.) | Paris SG       | 3 - 0    |
| 19.                | 6 mai 2012        | Plaine des Jeux de Gerland, Lyon, France       | 20e journée (dom.) | Soyaux         | 6 - 0    |
| 18.                | 1er mai 2012      | Stade Camille-Lebon, Angoulême, France         | 19e journée        | Yzeure         | 8 - 0    |
| 17.                | 24 mars 2012      | Stade Paul-Lignon, Rodez, France               | 18e journée        | Rodez          | 4 - 0    |
| 16.                | 18 mars 2012      | Stade Clément Ader, Muret, France              | 16e journée        | AS Muretaine   | 3 - 0    |
| 15.                | 22 janvier 2012   | Stade de Gerland, Lyon, France                 | 15e journée (dom.) | Guingamp       | 7 - 0    |
| 14.                | 15 janvier 2012   | Stade Léon Nautin, Saint-Etienne, France       | 14e journée        | Saint-Étienne  | 3 - 0    |
| 13.                | 7 janvier 2012    | Plaine des Jeux de Gerland, Lyon, France       | 13e journée (dom.) | Montpellier    | 1 - 0    |
| 12.                | 11 décembre 2011  | Stade Octave-Birembaut, Hénin-Beaumont, France | 12e journée        | Hénin-Beaumont | 6 - 1    |
| 11.                | 3 décembre 2011   | Stade de Gerland, Lyon, France                 | 11e journée (dom.) | Juvisy         | 1 - 1    |
| 10.                | 27 novembre 2011  | Stade Lebon, Angoulême, France                 | 10e journée        | Soyaux         | 8 - 0    |
| 9.                 | 13 novembre 2011  | Stade de Bellevue, Yzeure, France              | 9e journée         | Yzeure         | 6 - 0    |
| 8.                 | 6 novembre 2011   | Stade de Gerland, Lyon, France                 | 8e journée (dom.)  | Rodez AF       | 7 - 0    |
| 7.                 | 30 octobre 2011   | Stade Dominique Duvauchelle, Créteil, France   | 7e journée         | Paris SG       | 0 - 0    |
| 6.                 | 16 octobre 2011   | Plaine des Jeux de Gerland, Lyon, France       | 6e journée (dom.)  | AS Muretaine   | 11 - 00  |
| 5.                 | 12 octobre 2011   | Stade Jules Rimet, Sussargues, France          | 3e journée         | Montpellier    | 1 - 1    |
| 4.                 | 8 octobre 2011    | Stade du Roudourou, Guingamp, France           | 5e journée         | Guingamp       | 5 - 0    |
| 3.                 | 1er octobre 2011  | Stade de Gerland, Lyon, France                 | 4e journée (dom.)  | Saint-Étienne  | 7 - 0    |
| 2.                 | 11 septembre 2011 | Stade de Gerland, Lyon, France                 | 2e journée (dom.)  | Hénin-Beaumont | 9 - 0    |
| 1.                 | 3 septembre 2011  | Stade de la Meinau, Strasbourg, France         | 1re journée        | Vendenheim     | 10 - 00  |

### Classement
| Rang | Équipe                  | Pts | J  | G  | N | P  | Bp  | Bc | Diff |
| ---- | ----------------------- | --- | -- | -- | - | -- | --- | -- | ---- |
| 1    | Olympique lyonnais T CF | 82  | 22 | 19 | 3 | 0  | 119 | 3  | +116 |
| 2    | FCF Juvisy              | 78  | 22 | 18 | 2 | 2  | 62  | 21 | +41  |
| 3    | Montpellier HSC         | 76  | 22 | 17 | 3 | 2  | 74  | 17 | +57  |
| 4    | Paris SG                | 66  | 22 | 13 | 5 | 4  | 47  | 23 | +24  |
| 5    | AS Saint-Étienne        | 50  | 22 | 8  | 4 | 10 | 33  | 38 | -5   |
| 6    | EA Guingamp             | 48  | 22 | 7  | 5 | 10 | 25  | 48 | -23  |
| 7    | FC Vendenheim P         | 47  | 22 | 7  | 4 | 11 | 39  | 68 | -29  |
| 8    | Rodez AF                | 46  | 22 | 7  | 3 | 12 | 29  | 40 | -11  |
| 9    | FF Yzeure               | 45  | 22 | 5  | 8 | 9  | 31  | 50 | -19  |
| 10   | FCF Hénin-Beaumont      | 44  | 22 | 6  | 4 | 12 | 27  | 72 | -45  |
| 11   | ASJ Soyaux P            | 28  | 22 | 2  | 0 | 20 | 19  | 68 | -49  |
| 12   | AS Muretaine P          | 28  | 22 | 1  | 3 | 18 | 14  | 71 | -57  |

| Légende : | Légende : |
| --------- | --- |
|           | Qualifié pour la Ligue des champions 2012-2013 (Seizièmes de finale). |
|           | Relégué en Division 2. |
|           | T Tenant du titre. P Promu de Division 2. CF Vainqueur de la Coupe de France 2011-2012. Pts points ; G victoires ; N match nuls ; P défaites Bp buts marqués ; Bc buts encaissés ; Diff différence de buts |

### Évolution du classement
Leader du championnat

## Statistiques individuelles

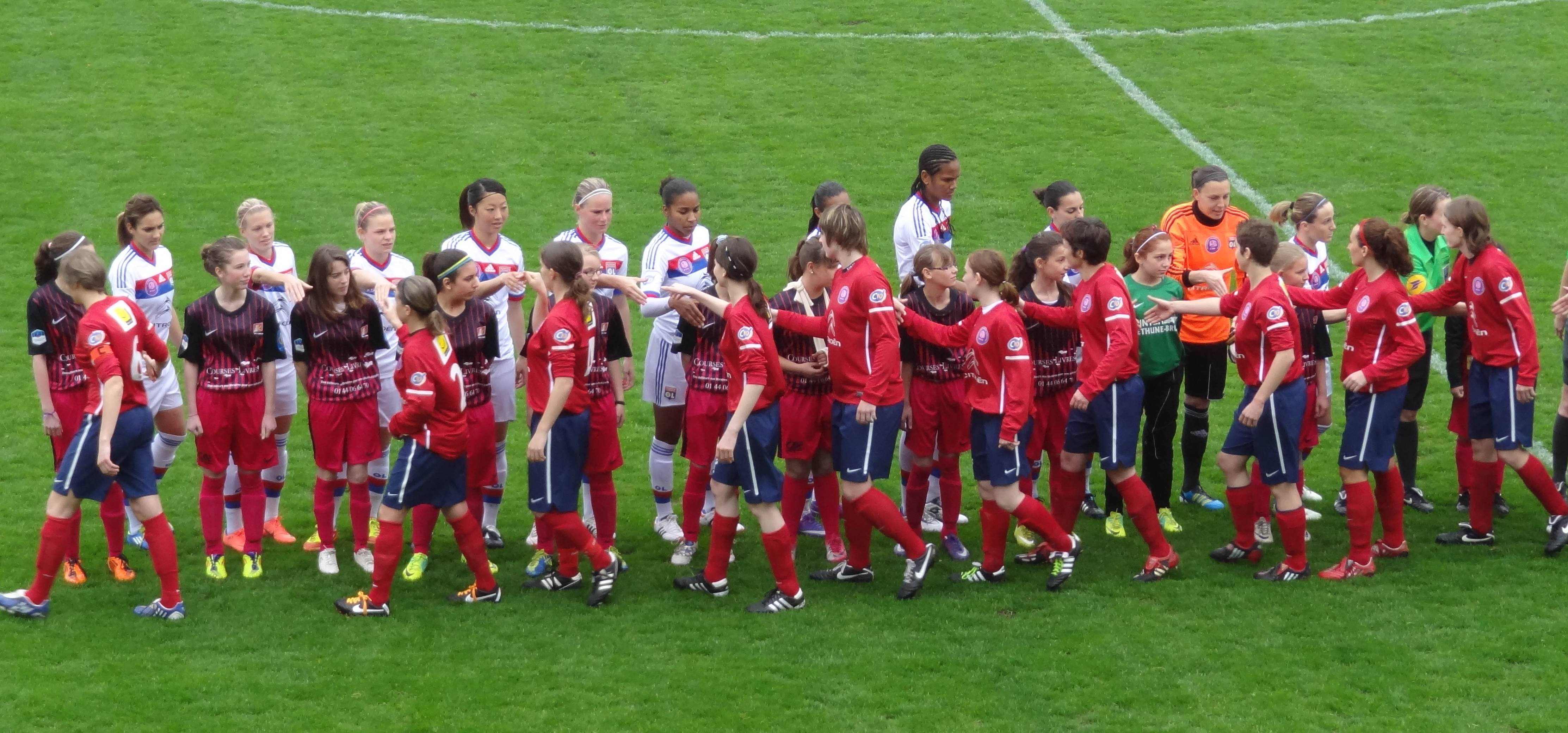
Contre Arras FCF en Coupe de France le 28 avril 2012.

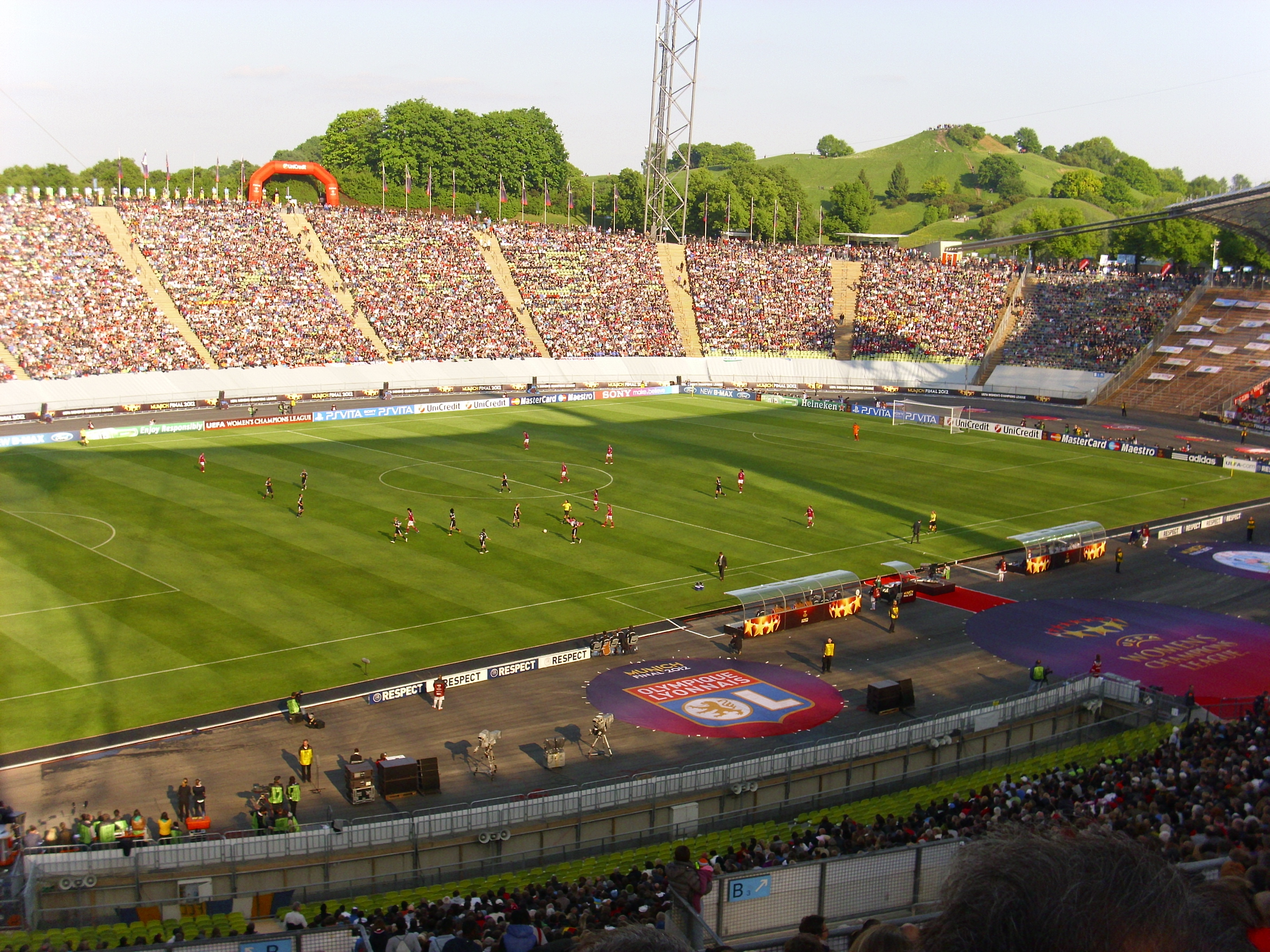
Stade olympique de Munich avec plus de 50 000 spectateurs lors de la finale de WCL le 17 mai 2012.

| Nb.           | Joueuse            | Total | Championnat | Coupe de France | Ligue des champions |
| 1.            | Lotta Schelin      | 38    | 20          | 13              | 5                   |
| 2.            | Eugénie Le Sommer  | 36    | 22          | 5               | 9                   |
| 3.            | Camille Abily      | 27    | 15          | 3               | 9                   |
| 4.            | Élodie Thomis      | 20    | 15          | 2               | 3                   |
| 5.            | Lara Dickenmann    | 15    | 9           | 3               | 3                   |
| 6.            | Louisa Necib       | 12    | 9           | 1               | 2                   |
| 7.            | Wendie Renard      | 11    | 9           | 1               | 1                   |
| 8.            | Amandine Henry     | 9     | 8           | 0               | 1                   |
| 9.            | Rosana dos Santos  | 6     | 4           | 2               | 0                   |
| 10.           | Ami Ōtaki          | 5     | 1           | 4               | 0                   |
| 11.           | Sonia Bompastor    | 4     | 2           | 0               | 2                   |
| 12.           | Corine Petit       | 4     | 2           | 1               | 1                   |
| 13.           | Sandrine Brétigny  | 3     | 1           | 2               | 0                   |
| 14.           | Shirley Cruz Traña | 2     | 1           | 0               | 1                   |
| 15.           | Amel Majri         | 2     | 1           | 0               | 1                   |
| 16.           | Laura Georges      | 1     | 0           | 0               | 1                   |
| 17.           | Aurélie Kaci       | 1     | 0           | 1               | 0                   |
| Total Général | Total Général      | 196   | 119         | 38              | 39                  |

## Chiffres marquants
- 900e but de l'histoire de l'OL : Camille Abily (en Ligue des Champions, face à l'Olimpia Cluj (3-0), le 5 octobre 2011).
- 100e but inscrit dans la saison : Lara Dickenmann (en championnat de D1, face à Guingamp (7-0), le 22 janvier 2012).
- 150e but de l'histoire en Coupe de France féminine : Lotta Schelin (face à Yzeure (6-0), le 29 janvier 2012).
- 1000e but de l'histoire de l'OL : Wendie Renard (en championnat de D1, à Rodez (4-0), le 24 mars 2012).
- 3e triple-double réalisé par une joueuse : Lotta Schelin (en Coupe de France, face à Compiègne (11-1), le 8 avril 2012).
- 4e triple-double réalisé par une joueuse : Eugénie Le Sommer (en Coupe de France, face à Compiègne (11-1), le 8 avril 2012).
- 150e but inscrit dans la saison : Amandine Henry (en Ligue des Champions, face au Turbine Potsdam (5-1), le 15 avril 2012).
- 700e but de l'histoire en championnat de D1 : Camille Abily (face à Yzeure (8-0), le 1er mai 2012).
- 100e but inscrit en championnat de Division 1 dans la saison : Eugénie Le Sommer (face à Soyaux (6-0), le 6 mai 2012).
- 100e but de Lotta Schelin sous les couleurs de l'OL : en Coupe de France, face à Montpellier (2-1), le 13 mai 2012.
- 150e but de l'histoire en Ligue des Champions féminine : Eugénie Le Sommer (face au FFC Francfort (2-0), le 17 mai 2012).